# جاي (فيرمونت)
جاي (بالإنجليزية: Jay, Vermont)‏ هي بلدة تقع في مقاطعة أورليانز (فيرمونت) بولاية فيرمونت في الولايات المتحدة. تأسست عام November 7, 1792، تبلغ مساحتها 88 (كم²)، وترتفع عن سطح البحر 469 م، بلغ عدد سكانها 426 نسمة في عام 2000 حسب إحصاء مكتب تعداد الولايات المتحدة وتصل الكثافة السكانية فيها 4.8 نسمة/كم2.

## وصلات خارجية
- The US50 - Cities and Towns in Vermont State
- Vermont Cities and Towns, Facts, Map, Flag, Colleges, Government, and More